# Mosi-oa-Tunya-Nationalpark
Der Mosi-oa-Tunya-Nationalpark (deutsch Donnernder-Rauch-Nationalpark) liegt im Süden von Sambia an der Grenze zu Simbabwe und umfasst auch die Victoriafälle, die alljährlich viele Besucher anziehen. Er ist seit 1989 Teil des UNESCO-Weltnaturerbes Mosi-oa-Tunya / Viktoriafälle.
Er erstreckt sich entlang des Oberlaufs des Sambesi von den Victoriafällen bis etwa zwölf Kilometer flussaufwärts. Mit etwa 66 km² ist der Park recht klein, bietet dadurch aber gute Möglichkeiten, Wildtiere wie Antilopen, Zebras, Giraffen, Elefanten und Rhinozerosse zu beobachten.
Man kann den Park in wenigen Stunden auf einer Rundfahrt entlang des Flusses erkunden, als Selbstfahrer oder in organisierten Gruppen. Mosi-oa-Tunya ist sehr gut für Fahrzeuge ausgebaut, so dass jeder Tourist mit Leihwagen ihn passieren kann. Viele Tierarten waren einmal weitgehend ausgerottet, so dass es weder Nashörner noch Großkatzen mehr gab. Inzwischen wurden sie wieder angesiedelt.
Der historische Old Drift Cemetery erinnert an die verstorbenen europäischen Afrikareisenden.
Der Park ist ein „bedeutendes Vogelgebiet“ (Important Bird Area).